# Тудосе, Михай
Михай Тудосе (рум. Mihai Tudose; род. 6 марта 1967, Брэила, Социалистическая республика Румыния) — румынский государственный и политический деятель, депутат палаты депутатов Румынии нескольких созывов, министр экономики в кабинетах Виктора Понты и Сорина Гриндяну, премьер-министр Румынии с 29 июня 2017 по 15 января 2018 года.

## Биография

### Образование
В период с 1991 по 1995 год Михай Тудосе учился на факультете юридических и административных наук христианского университета Димитрия Кантемира в Бухаресте, в 2001 году прошёл аспирантуру «Менеджмент и управление бизнесом» на экономическом факультете университета «Нижний Дунай» в Галаце, а затем в Брюсселе специализированный курс по парламентскому контролю над Вооруженными Силами НАТО в 2002 году.
В 2006 году посетил различные курсы, аспирантуру в области национальной безопасности в Высшем колледже национальной безопасности, Румынскую разведывательную службу, курс старшего исполнительного семинара (СЭС), в Европейском центре исследований в области безопасности, Джордж К. Маршалл, в Гармиш-Партенкирхене, Германия, и курс последипломной специализации в Национальном оборонном колледже в Бухаресте.
В течение 2006—2007 годов Тудосе получил магистерскую степень «Европейская экономическая политика» в Национальной школе политических и административных исследований (SNSPA) в Бухаресте и аспирантуру «Управление коммуникациями и связями с общественностью» на факультете экономических наук «Dunărea de Jos». В 2007 году он окончил учебу со специальным курсом «Анализ и разрешение вооружённых конфликтов» в Джорджтаунском университете, США, в сотрудничестве с Национальным оборонным колледжем. Также в 2007 году в Румынском дипломатическом институте были профинансированы курсы повышения квалификации «Международные отношения и европейская интеграция», финансируемые из бюджета Министерства иностранных дел.
В 2010 году получил степень доктора военных наук и информации, защиту критической инфраструктуры, присуждённую Национальной академией информации «Михай Витязул».

### Политическая деятельность
Тудосе являлся одним из потенциальных кандидатов на пост премьер-министра. Коалиция большинства во главе с Социал-демократической партией выдвинула его в качестве преемника Сорина Гриндяну после того, как последний лишился своей должности в результате парламентского вотума недоверия, вынесенного его собственной партией.
26 июня 2017 года коалиция большинства выдвинула кандидатуру Тудосе на эту должность, и президент Йоханнис назначил его. Михай Тудосе занял свой пост со своим кабинетом 29 июня. Тудосе был вовлечён в скандал с плагиатом в отношении его докторской диссертации в 2015 году.
15 января 2018 года подал в отставку с поста премьер-министра Румынии после того, как национальный исполком Социал-демократической проголосовал за лишение его политической поддержки. 16 января 2018 года отставка была утверждена президентом, исполняющим обязанности премьер-министра стал министр обороны Михай Фифор.